# A Magyar Kultúra Lovagjai 2003
A Magyar Kultúra Lovagja 2003. évi kitüntetettjei

## A Magyar Kultúra Lovagja
130.	 Angyal Mária (Budapest) művészettörténész, „A kortárs képzőművészet fejlesztéséért”
131.	 Bíró Endre (Budapest) ügyvezető igazgató, „A magyar kultúra anyagi támogatásáért”
132.	 Buday Péter (Szolnok) karnagy, „A magyar zenekultúra ápolása érdekében kifejtett életművéért”
133.	 Csoma Gergely (Budakeszi) szobrász, tanító, „A magyar nyelv határon túli tanításáért”
134.	 Énekes János (Kiskunlacháza) tanár, festőművész, „Pedagógusi életművéért”
135.	 Fejérpataky Tivadar (Budapest) mérnök, „Közművelődés támogatásáért”
136.	 Faltysné Ujvári Anna (Pécs) nyugdíjas, könyvtárvezető, „Közművelődési életművéért”
137.	 Dr. Hellán János (Budapest) mk. alezredes, „A kulturális örökség fejlesztéséért”
138.	 Józsa Anna Borbála (Szabadbattyán) népművelő, „Közművelődési tevékenységéért”
139.	 Karai Sándor (Budapest) haditudósító, „Kulturális örökség megörökítéséért.”
140.	 Kiss László (Budapest) NKÖM szakfőtanácsos, „Kulturális örökség ápolásáért és alkotó fejlesztéséért”
141.	 Kocsis Teréz (Parasznya) pedagógus, „Pedagógusi életművéért”
142.	 Kőszegfalviné Pajor Klára (Szombathely) Képeslevelezőlap-gyűjtők Egyesületének elnöke, „Kulturális örökség ápolásáért”
143.	 Macsi Sándor (Jászágó) tanító, „A falvak kulturális öröksége ápolásáért”
144.	 Dr. Majzik István (Szeged) ügyvezető, „A kortárs irodalom támogatásáért”
145.	 Dr. Mélykúti Csaba (Gödöllő) gépészmérnök, „Kulturális örökség ápolásáért és alkotó fejlesztéséért”
146.	 Mészáros Ilonka (Újvidék, Szerbia), „A magyar kultúra határon túli ápolásáért”
147.	 Nagy Imréné Mozsgai Anna (Szőkéd) pedagógus, „Pedagógusi életművéért”
148.	 Cs. Nagy Zoltán (Hajdúszoboszló) tanár, „Kulturális örökség ápolásáért és alkotó fejlesztéséért”
149.	 Ognjenović Kettős Zsuzsanna (Lug, Horvátország) tanárnő, „A magyar kultúra határon túli ápolásáért”
150.	 Országh László (Kunszentmárton) ruhatervező, „A magyar kulturális örökség ápolásáért”
151.	 Pócs Margit (Tolna) népművelő, humánpolitikus, „A közművelődés és a pszichológiai kultúra fejlesztéséért”
152.	 Radács Béla (Székesfehérvár) Fejér Megyei Nyugdíjasok Érdekvédelmi Szervezete elnöke, „Nyugdíjasok közművelődési tevékenységének szervezéséért”
153.	 Selmeczi Kovács Attila (Budapest) néprajzkutató, „A magyar kulturális örökség megmentéséért”
154.	 Stoller Antal (Budapest) igazgatóhelyettes, „A néptánc-kultúra fejlesztéséért”
155.	 Sülye Károlyné (Törökszentmiklós) Művelődési Központ Igazgató, „Kulturális örökség ápolásáért”
156.	 Szabó István (Zákányszék) pedagógus, „Pedagógusi életművéért”
157.	 Szabó József (Tát) nyugdíjas, „A falvak kultúrájának ápolásáért”
158.	 Dr. Szöllősy Vágó László (Szabadka, Szerbia) pedagógus, népművelő, „A határon túli magyar kultúra fejlesztéséért”
159.	 Sztrakai Judit (Borsodnádasd) festő, restaurátor művész, „A képzőművészeti és közművelődési tevékenységéért”
160.	 Tavaszy Noémi (Budapest) festő- és grafikusművész, „Kortárs képzőművészet fejlesztéséért”
161.	 Tóth András (Rakacaszend) görögkatolikus lelkész, „Iskolateremtő munkásságáért”
162.	 Tóth Ferenc (Budapest) festőművész, „A magyar kortárs festészet fejlesztéséért”
163.	 Töttös Sándor (Zengővárkony) népművelő, „Kulturális örökség fejlesztéséért”
164.	 Sztánics Ferenc (Rusko Selo, Szerbia) tanító, „A magyar kultúra határon túli ápolásáért”
165.	 Dr. Varga József (Göntérháza, Szlovénia) egyetemi tanár, író, költő, „Határon túli magyar kulturális örökség fejlesztéséért”
166.	 Végh József (Diósjenő) népművelő, „A közművelődés fejlesztéséért”

## Posztumusz A Magyar Kultúra Lovagja
167.	 Szász-Mihálykó Attila (Székelyudvarhely, Románia) a Népszínház igazgatója, „A magyar színházi kultúra megőrzése érdekében kifejtett életművéért”
168.	 prof. dr. Simon Sándor (Kiskunfélegyháza) altábornagy, „A katonai felsőoktatás fejlesztése érdekében kifejtett életművéért”

## A Magyar Kultúra Apródja
169.	 Baranyai Lajosné (Segesd) körzeti ápolónő, „A közművelődés fejlesztéséért”
170.	 Bíró Zsolt (Szeged) tanár, „A település közművelődésének fejlesztéséért”
171.	 Bulláné Farkas Beáta (Kazincbarcika) tanító, „Zenei örökség ápolásáért”
172.	 Csitei Gábor (Kapuvár) néptánc-együttes vezető, „A néptánc-kultúra ápolásáért”
173.	 Gáthiné Bodó Irén (Szamoskér) egészségügyi dolgozó, „Falvak kulturális öröksége ápolásáért”
174.	 Hadobás Pál (Edelény) Művelődési Központ, Könyvtár és Múzeum igazgatója, „Közművelődési munkásságáért”
175.	 Hegedűs Gergő (Úrhida) tanuló, „A nyugdíjasok közművelődési tevékenységének támogatásáért”
176.	 Horváth Ágota (Pécs) népi iparművész, „Képzőművészeti örökség fejlesztéséért”
177.	 Nagy Géza (Csicso, Szlovákia) faműves, „A határon túli magyar kultúra ápolásáért”

## Egyetemes Kultúra Lovagja
178.	 Božidar Blaževič (Okučani, Horvátország) ferencesrendi szerzetes, „A népek közötti kulturális kapcsolatok ápolásáért”
179.	 Paulisz Boldizsár ( Dolné Obdokovce, Szlovákia) építész, „A magyar kultúra határon túli támogatásáért és a nemzetközi kulturális együttműködésért”
180.	 Gergely Mihály (Budapest) író, „A magyar kortársirodalom fejlesztéséért”
181.	 Gerhard Hanke (Berlin, Németország) alpolgármester, „A népek közötti kulturális kapcsolatok ápolásáért”
182.	 Vladiszlav Lipic (Muraszombathely, Szlovénia) tábornok, vezérkar főnök, „Nemzetközi katonai kapcsolatok ápolásáért”
183.	 Matherny Miklós (Kassa, Szlovákia) egyetemi tanár, „Pedagógusi életművéért”
184.	 Max van der Rose (Berlin, Németország) komponista, rendező, „A népek közötti kulturális kapcsolatok ápolásáért”
185.	 Tar Károly (Lund, Svédország) közíró, „A magyar kultúra külföldi szolgálatáért”
186.	 Tóth Imre (Sarkad) országgyűlési képviselő, polgármester, „A magyar kulturális örökség ápolásáért”
187.	 Nagy Csaba (Nyíregyháza) tárogatóművész, „A magyar zenei örökség ápolásáért és nemzetközi népszerűsítéséért”
188.	 George Pataki (New York, USA) New York Állam kormányzója, „A nemzetközi kulturális kapcsolatok fejlesztéséért”